# Puerto Quellón
Puerto Quellón är en ort i Chile.   Den ligger i provinsen Provincia de Chiloé och regionen Región de Los Lagos, i den södra delen av landet, 1 100 km söder om huvudstaden Santiago de Chile. Puerto Quellón ligger 23 meter över havet och antalet invånare är 21 823.
Terrängen runt Puerto Quellón är platt åt sydost, men åt nordväst är den kuperad. Havet är nära Puerto Quellón åt sydväst. Det finns inga andra samhällen i närheten. 
I omgivningarna runt Puerto Quellón växer i huvudsak blandskog. Runt Puerto Quellón är det glesbefolkat, med 9 invånare per kvadratkilometer.